# شوناو إم شفارتسفالد
شوناو إم شوارتزوالد (بالألمانية: Schönau im Schwarzwald) هي مدينة وبلدة ألمانية تقع في ألمانيا في لوراخ. يقدر عدد سكانها بـ 2,486 نسمة .

## المدن التوأمة
مدينة Villersexel هي مدينة توأمة لـشونا ايم شوارتزوالد.

## أعلام
- يواخيم لوف
- إرفين كيرن